# Tunceli (provincie)
Provincie Tunceli je území v Turecku ležící v regionu Východní Anatolie. Do roku 1936 se provincie jmenovala Dersim (což v kurdštině znamená "stříbrné dveře"). Rozkládá se na ploše 7 774 km2 a na konci roku 2009 zde žilo 83 061 obyvatel. Hustota zalidnění je v této provincii vůbec nejmenší v celé zemi.
Provincie je známá díky Dersimskému povstání Kurdů v letech 1937 až 1938, které bylo potlačeno státním vojskem za použití masívního násilí, které si vyžádalo na 13 tisíc obětí.

## Administrativní členění
Provincie Tunceli se administrativně člení na 8 distriktů:
- Çemişgezek, (v zazaki Süke)
- Hozat, (v zazaki Xozat, kurdsky Xozat)
- Mazgirt, (v zazaki Mazgerd, kurdsky Mêzgır)
- Nazimiye, (v zazaki Qızılkilise)
- Ovacık, (v zazaki Pulur)
- Pertek, (v zazaki Pêrtage, kurdsky Pêrtag)
- Pülümür, (v zazaki Pılemoriye)
- Tunceli, (v zazaki Mamekiye nebo Qalan)

## Galerie

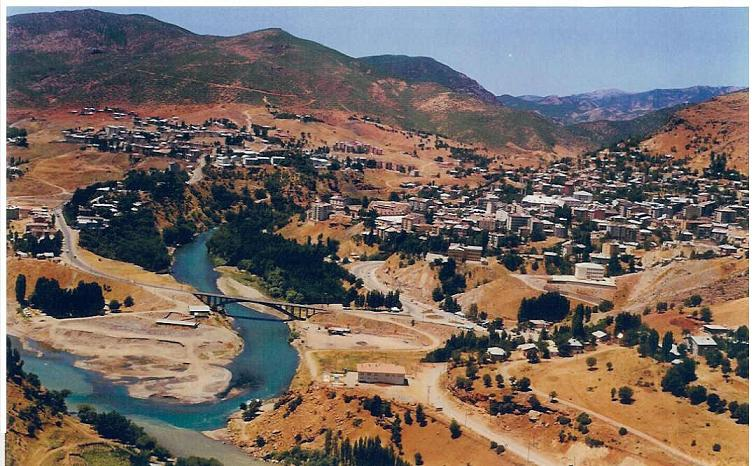
Tunceli
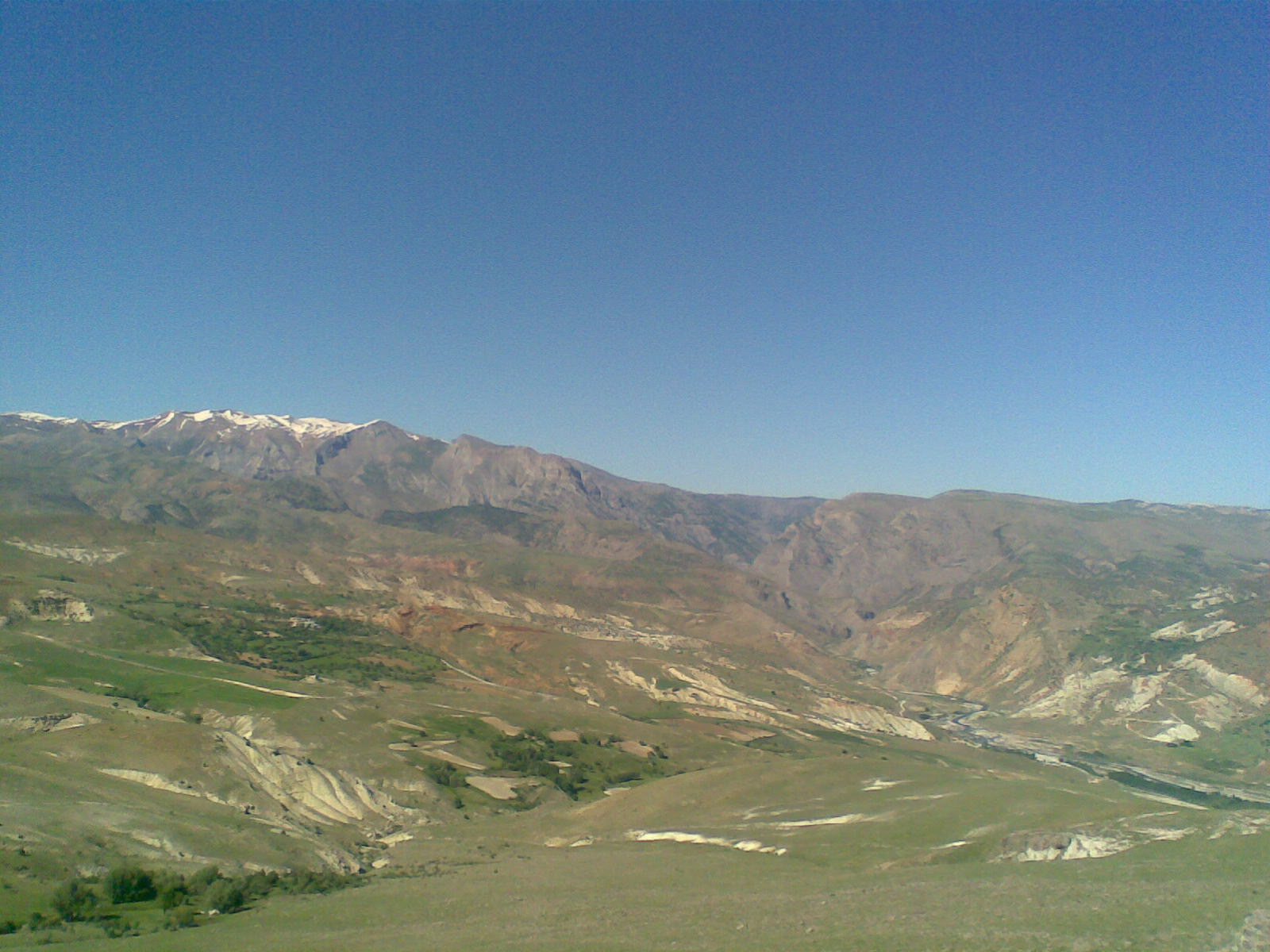
Cebe, Çemişgezek
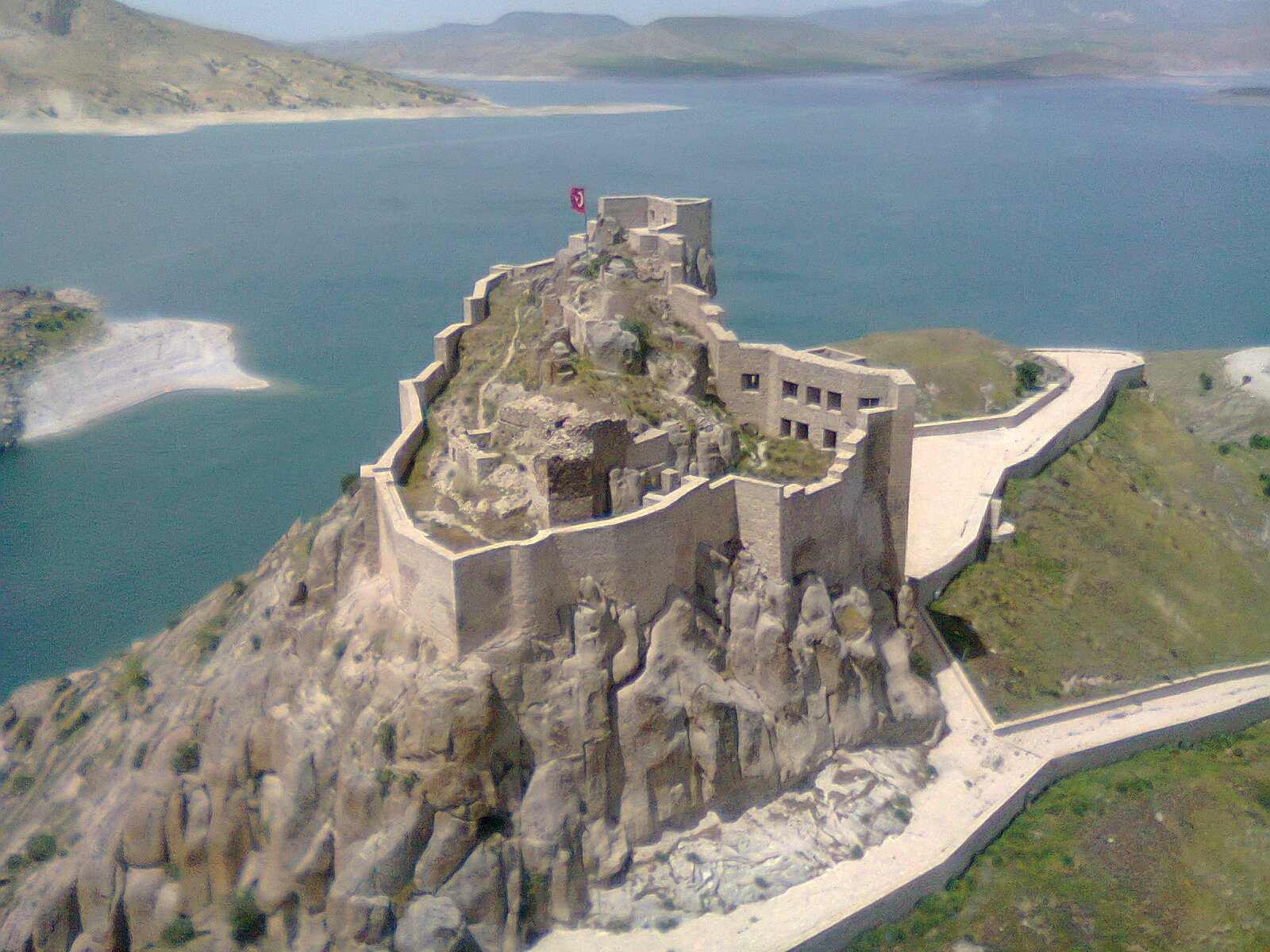
Pevnost Pertek na ostrově v Kebanské přehradě
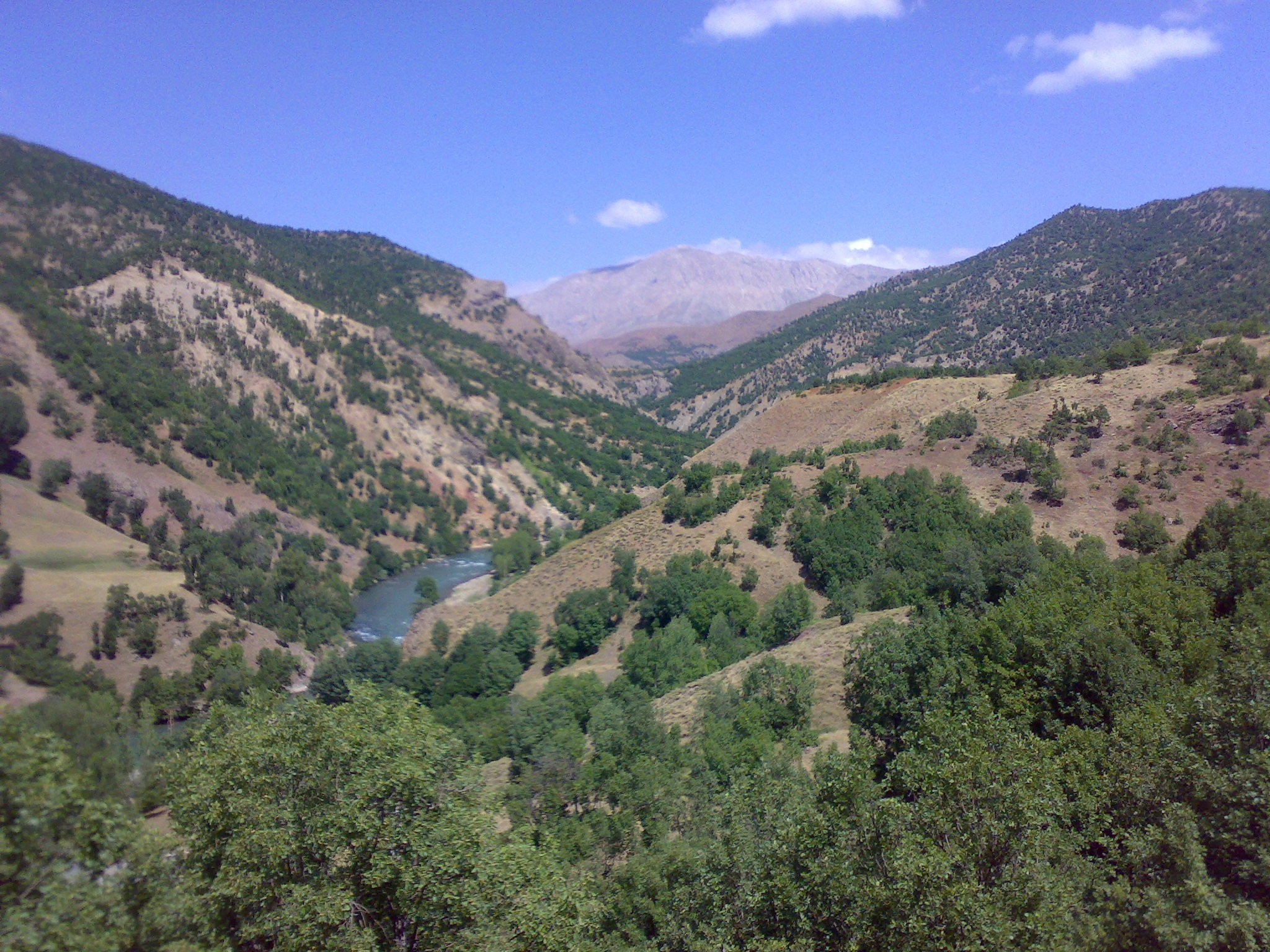
Údolí řeky Munzur (tur. Munzur Çayı), přítoku Eufratu